# České Brezovo
České Brezovo (allemand : Frauenberg,  hongrois : Szinóbánya) est un village de Slovaquie situé dans la région de Banská Bystrica.

## Histoire
La première mention écrite du village date de 1279.

## Démographie

### Évolution de la population
| Année:               | 1994. | 2004.    | 2014.   | 2024.    |
| -------------------- | ----- | -------- | ------- | -------- |
| Nombre de personnes: | 983   | 492      | 505     | 435      |
| Différence:          |       | -49,94 % | +2,64 % | -13,86 % |

| Année:               | 2023. | 2024.   |
| -------------------- | ----- | ------- |
| Nombre de personnes: | 441   | 435     |
| Différence:          |       | -1,36 % |